# XV. dinasztia
A XV. dinasztia az ókori Egyiptom egyik dinasztiája a második átmeneti kor idején; körülbelül i. e. 1650 és 1550 közt volt hatalmon.

## Története
A dinasztia az Egyiptomot megszálló hükszosz uralkodókból áll, akik Avarisz városából kormányoztak. Uralkodóik neve és sorrendje bizonytalan; a torinói királylista hat hükszosz királyt sorol fel.
Egyes tudósok szerint két Apepi nevű uralkodója is volt a dinasztiának, de ez abból ered, hogy Apepi uralkodása során két különböző uralkodói nevet is használt, az Aauszerrét és az Aakenenrét. Kim Ryholt szerint a két név egy személyt takar, I. Apepit, aki negyvenvalahány évig uralkodott. Ezt az is alátámasztja, hogy róla tudni, hogy egy harmadik uralkodói nevet is használt, a Nebhepesrét. Az egyiptomi történelemben nem ismeretlen az a jelenség, hogy valaki uralkodása során változtat uralkodói nevén; II. Montuhotep, II. Ramszesz és II. Széthi is többféle uralkodói nevet használt.
Manethón Aegyptiacája szerint a dinasztia első királya Szalitisz volt, akit több, más történeti forrásokból ismert személlyel – Szelekkel és Sesivel is próbáltak azonosítani.

## Uralkodói
A XV. dinasztia ismert uralkodói:
| Név       | Megjegyzések |
| --------- | --- |
| Szalitisz | Manethón szerint a dinasztia első uralkodója; régészetileg attestált személyekkel eddig nem sikerült azonosítani.                                                 |
| Szemken   | Említi a torinói királylista; Ryholt szerint korai hükszosz uralkodó, talán a dinasztia első királya; von Beckerath ezzel szemben a XVI. dinasztiához sorolja.    |
| Aperanat  | Említi a torinói királylista; Ryholt szerint korai hükszosz uralkodó, talán a dinasztia második királya; von Beckerath ezzel szemben a XVI. dinasztiához sorolja. |
| Szekirhar | Egy Avariszban talált ajtókeret alapján korai hükszosz uralkodó lehetett; a kronológiában elfoglalt helye bizonytalan.                                            |
| Hian      | |
| Apepi     | uralkodott: körülbelül 1590 és 1550 között |
| Hamudi    | uralkodott: körülbelül 1550 és 1540 között |

## Fordítás
Ez a szócikk részben vagy egészben  a   Fifteenth Dynasty of Egypt című angol Wikipédia-szócikk ezen változatának fordításán alapul.  Az eredeti cikk szerkesztőit annak laptörténete sorolja fel. Ez a jelzés csupán a megfogalmazás eredetét és a szerzői jogokat jelzi, nem szolgál a cikkben szereplő információk forrásmegjelöléseként.